# Reyero
Reyero ist eine Gemeinde mit 128 Einwohnern (Stand: 2024) im nordwestlichen Zentral-Spanien in der Provinz León in der Autonomen Gemeinschaft Kastilien-León. Die Gemeinde besteht neben dem gleichnamigen Hauptort Reyero aus den Ortschaften Pallide, Primajas und Viego.

## Geografie
Reyero liegt etwa 50 Kilometer nordöstlich von León in einer Höhe von ca. 1150 m. 

## Bevölkerungsentwicklung
| Jahr        | 1900 | 1950 | 1970 | 1981 | 1991 | 2001 | 2011 | 2021 |
| ----------- | ---- | ---- | ---- | ---- | ---- | ---- | ---- | ---- |
| Einwohner   | 628  | 494  | 324  | 274  | 193  | 162  | 130  | 130  |
| Quelle: INE |      |      |      |      |      |      |      |      |

## Sehenswürdigkeiten

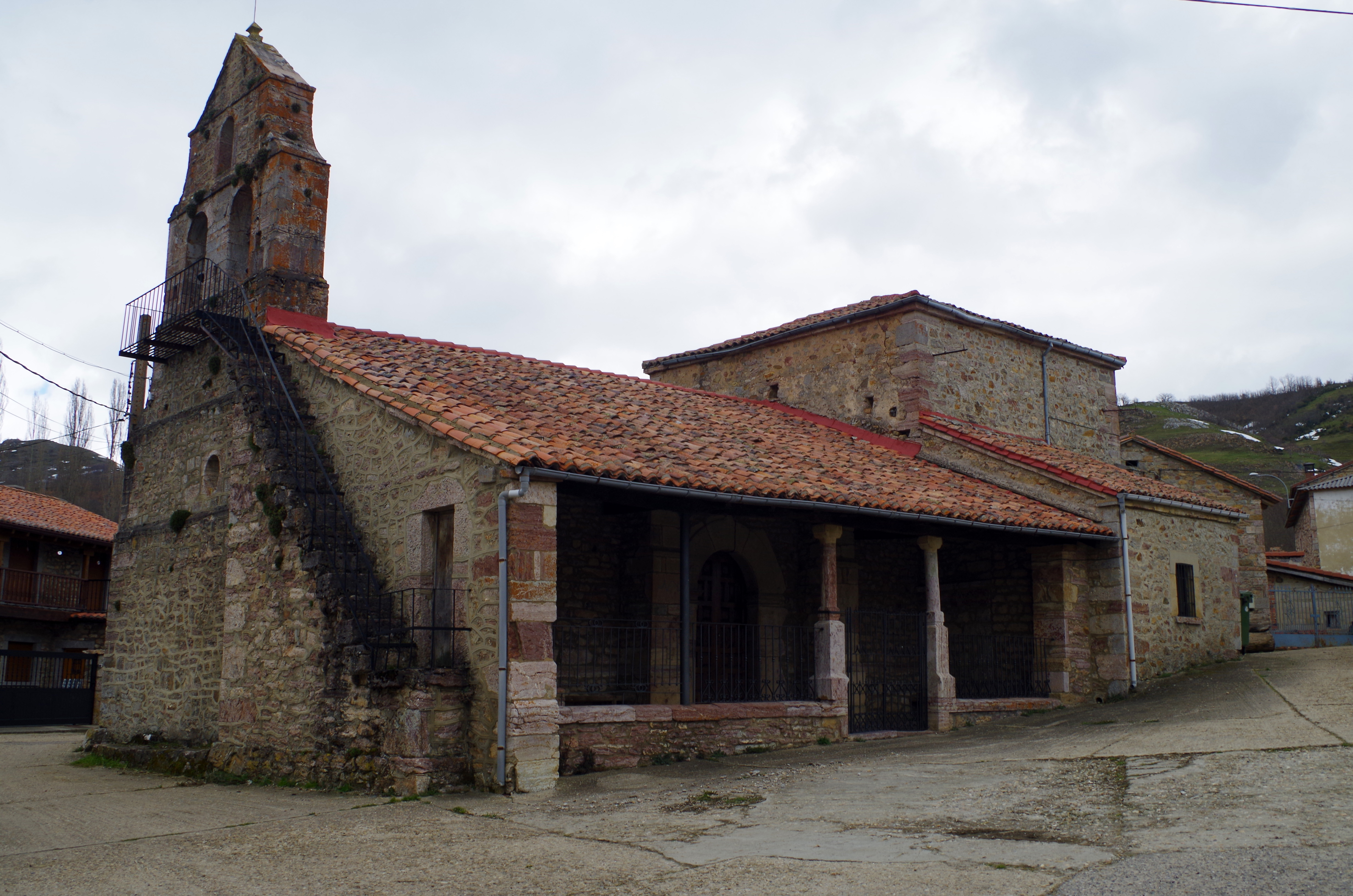
Kirche von Reyero
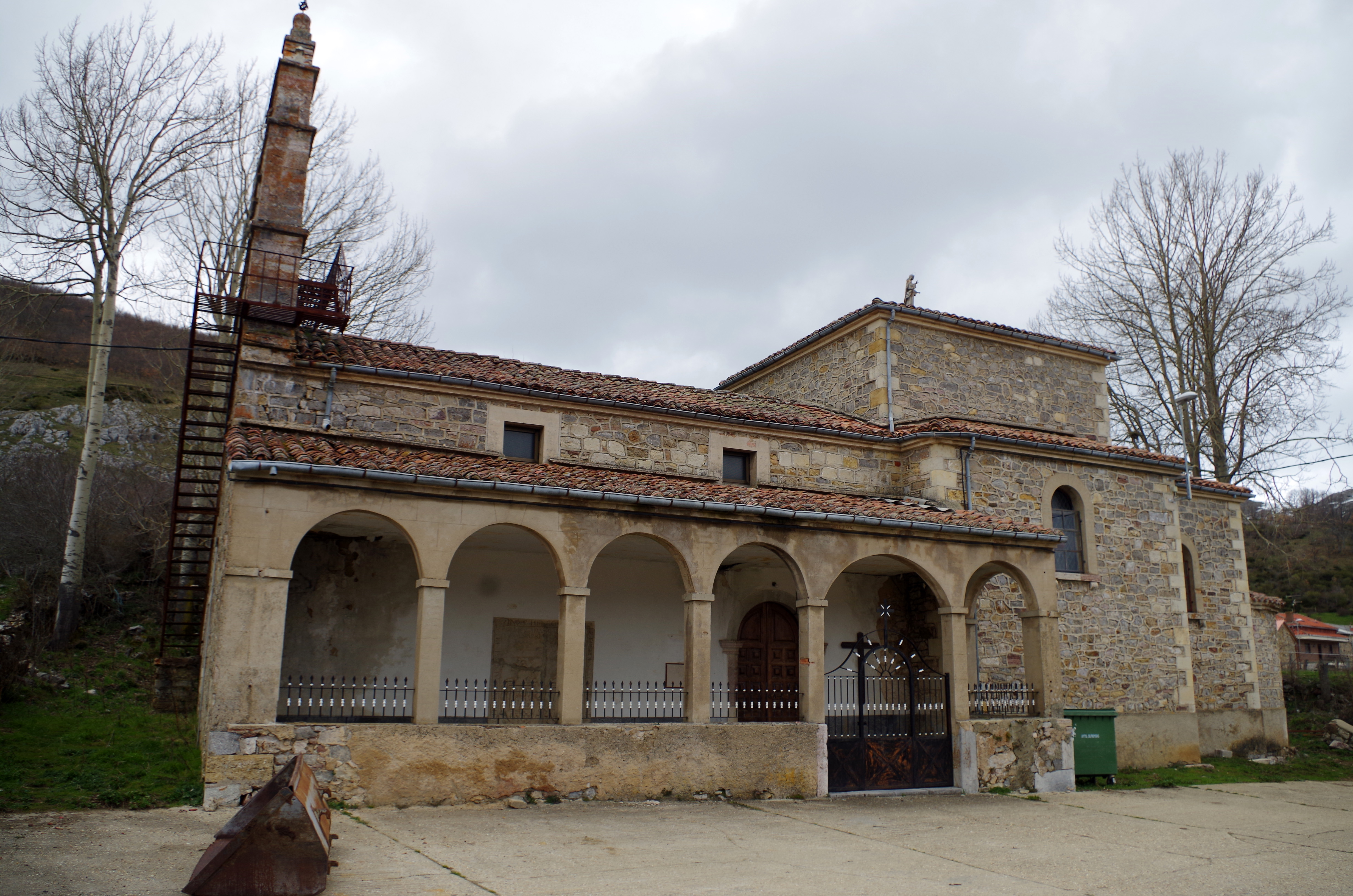
Kirche von Pallide

- Kirche von Reyero
- Kirche von Pallide